# Jack Whittingham
Pour les articles homonymes, voir Whittingham.
Jack Whittingham est un scénariste britannique né le 2 octobre 1910 et décédé le 4 avril 1972.

## Filmographie sélective
- 1939 : Armes secrètes (Q Planes) de Tim Whelan et Arthur B. Woods
- 1948 : Counterblast
- 1950 : La Cage d'or (Cage of Gold) de Basil Dearden
- 1952 : La Merveilleuse Histoire de Mandy (Mandy) d'Alexander Mackendrick
- 1954 : Les Hommes ne comprendront jamais (The Divided Heart) de Charles Crichton
- 1962 : Le Prince et le Pauvre (téléfilm)
- 1965 : Opération Tonnerre (Thunderball) de Terence Young
- 1983 : Jamais plus jamais (Never Say Never Again) de Irvin Kershner